# Sandflugt
Sandflugt eller jordfygning opstår, hvor sand eller lettere jord flyttes med vinden i større mængder som følge af manglende beskyttende plantedække. Sandflugt forekommer mange steder i verden og kan bidrage til ørkenspredning. Ved moderate vindstyrker føres sandet "hoppende" langs jordoverfladen, men det kan til tider udarte til sandstorme eller støvstorme, hvor kraftig vind hvivler store mængder materiale op.
Generelt er sandflugt i større omfang ødelæggende for plantevæksten, da planterne bliver dækket til eller mister rodfæste, og jordoverfladen efterlades dækket med et næringsfattigt sandlag. Til gengæld kan vegetation holde på sandet, hvis den når at få rodfæste i en periode, hvor sandet ikke flytter sig.
Det bedste værn mod sandflugt er skovtilplantning af sandstrækningerne; i klitterne anvendes særligt hjælme, som er en slægt af slægt af græsser. 

## Sandflugt i Danmark
I Danmark har man haft sandflugt langt tilbage i tiden, især ved vestvendte kyster. Det er blusset op i perioder, hvor den største og mest velbeskrevne sandflugtsperiode strakte sig fra midten af 1500-tallet til slutningen af 1800-tallet. Over disse århundreder gennemlevede mange lokalsamfund en regulær naturkatastrofe, hvor landbrugsjord blev ødelagt og hele landsbyer forlagt. Sandflugten blev stoppet i løbet af 1800-tallet efter en større indsats hvor store klitområder blev tilplantet.